# Велике Кошаєво
Велике Коша́єво (рос. Большое Кошаево) — присілок у складі Красноуфімського міського округу (Натальїнськ) Свердловської області.
Населення — 268 осіб (2010, 301 у 2002).
Національний склад станом на 2002 рік: росіяни — 99 %.